# Rhegmoclema enderleini
Rhegmoclema enderleini är en tvåvingeart som beskrevs av Edwards 1914. Rhegmoclema enderleini ingår i släktet Rhegmoclema och familjen dyngmyggor. Inga underarter finns listade i Catalogue of Life.